# Balsa (Szabolcs-Szatmár-Bereg)
Pour les articles homonymes, voir Balsa (homonymie).
Balsa est un village et une commune du comitat de Szabolcs-Szatmár-Bereg en Hongrie.